# Дальний, Борис Дмитриевич
Бори́с Дми́триевич Да́льний (настоящая фамилия — Живогля́дов; 1897—1969) — русский советский писатель-прозаик, драматург, журналист. Член Союза писателей СССР (1951).

## Биография
Родился 11 [23] ноября 1897 года в городе Валуйки Воронежской губернии Российской империи в семье земского чиновника. Через несколько лет с родителями переехал в Тамбов, где в 1916 году окончил реальное училище. Поступил в Петроградский лесной институт, но из-за Февральской революции был вынужден оставить учёбу и вернуться в Тамбов, где с 1918 года работал в редакции газеты «Известия Тамбовского губернского совета рабочих, крестьянских и солдатских депутатов». Позже был приглашен на работу в газету «Комсомольская правда», где впервые подписывает свои произведения литературным псевдонимом — Борис Дальний. В 1928 году переходит в воронежскую газету «Коммуна». В 1930-е годы работает в центральных изданиях — газетах «За коммунистическое воспитание» и «Гудок».
Во время Великой Отечественной войны был в отряде народного ополчения, работал в редакции газеты «Тамбовская правда». В 1948 году переехал в Воронеж, где заведовал литературным отделом областного альманаха «Литературный Воронеж».

## Творчество
Как прозаик печатался с 1922 года (газета «Тамбовская правда»). В 1924 году его пьеса «Товарищ Лиза» была опубликована в столичном издательстве «Московский рабочий», после чего он получил приглашение работать в газете «Комсомольская правда». В 1938 году была опубликована повесть «Оловянные солдаты», в 1939 — «Дальневосточная поэма», на которую Андрей Платонов написал рецензию под псевдонимом Ф. Человеков (опубликована в «Литературном обозрении» 20 апреля 1940 года). Перед войной вышла повесть «Волчьи ягоды». В 1951 году принят в Союз писателей СССР. Писал преимущественно для детей и юношества.
Книги Дальнего «Юность Анатолия Дурова» (1957) и «Юность клоуна» (1963) посвящены A. Л. Дурову.

## Семья
- сын: Живоглядов, Анатолий Борисович (1922—1991) — преподаватель литературы, кандидат педагогических наук (1969, диссертация «Раскрытие основ учения В. И. Ленина о партийности художественного творчества в преподавании литературы в старших классах»[2])
- невестка: Живоглядова, Роза Петровна — преподаватель литературы, кандидат педагогических наук (1975, диссертация «Работа по орфоэпии в системе развития речи учащихся IV-V классов»[3])

- внук: Живоглядов, Александр Анатольевич (1953—2011) — филолог-англист, кандидат филологических наук (1986, диссертация «Семантико-стилистический потенциал английской ономастики»)

- правнук: Живоглядов, Андрей Александрович (род. 1974) — российский ихтиолог, кандидат биологических наук (2001, диссертация «Структура и механизмы функционирования рыбных сообществ малых нерестовых рек острова Сахалин»)